# Golden Kamui (film)
Pour plus de détails, voir Fiche technique et Distribution.
Golden Kamui (ゴールデンカムイ) est un film japonais réalisé par Shigeaki Kubo, sorti en 2024.

## Synopsis
Saichi Sugimoto est un héros de la guerre russo-japonaise de 1904-1905. Après la guerre, il apprend l'existence d'un trésor de 75 kg d'or accumulé par les Aïnous et caché à Hokkaidō. Avec Asirpa, une jeune fille aïnou, il se lance à la recherche de ce trésor.

## Fiche technique
- Titre : Golden Kamui
- Titre original : ゴールデンカムイ
- Réalisation : Shigeaki Kubo
- Scénario : Tsutomu Kuroiwa d'après le manga du même nom de Satoru Noda
- Musique : Yutaka Yamada
- Photographie : Daisuke Souma
- Montage : Tsuyoshi Wada
- Production : Shinzō Matsuhashi et Yūya Satoyoshi
- Société de production : Credeus
- Pays de production :  Japon
- Genre : Action, aventure, historique et western
- Durée : 127 minutes
- Dates de sortie : 
  - Japon : 19 janvier 2024
  - Netflix : 19 mai 2024

## Distribution
- Kento Yamazaki (VF : Adrien Larmande) : Saichi Sugimoto
- Anna Yamada (VF : Léopoldine Serre) : Asirpa
- Gordon Maeda (en) (VF : Kévin Goffette) : Hyakunosuke Ogata
- Yūma Yamoto (VF : Franck Lorrain) : Yoshitake Shiraishi
- Asuka Kudō (en) : Hajime Tsukishima
- Ryōhei Ōtani (en) (VF : Christophe Laubion) : Genjirō Tanigaki
- Shuntarō Yanagi (VF : Benjamin Bollen) : Yōhei / Kōhei Nikaidō
- Katsuya (en) (VF : Serge Biavan) : Tatsūma Ushiyama
- Katsumi Kiba : Shinpachi Nagakura
- Hisako Ōkata : Huci
- Makita Sports (VF : Pascal Casanova) : Takechiyo Gotō
- Debo Akibe (VF : Augustin Jacob) : le grand-oncle d'Asirpa
- Hiroshi Tamaki (VF : Rémi Bichet) : Tokushirō Tsurumi
- Hiroshi Tachi (en) (VF : Patrick Raynal) : Hijikata Toshizō
- Arata Iura : Aca
- Yuki Izumisawa (VF : Stéphane Otero) : Toraji Kenmochi
- Kentarō Shimazu (VF : Hugo Richet) : Kanjiro Kasahara
- Mitsuki Takahata : Umeko
- Kenjirō Tsuda (en) (VF : Guillaume Orsat) : le narrateur (voix)

 Source et légende : version française (VF) sur RS Doublage et carton du doublage français.

## Accueil
James Hadfield pour The Japan Times a donné au film la note de 3/5.

## Box-office
Le film a été diffusé par Netflix à l'international. Il est cependant sorti au cinéma au Japon et a rapporté 19 millions de dollars.